# ネオン・デーモン
『ネオン・デーモン』（The Neon Demon）は2016年のフランス・デンマーク・アメリカ合衆国のサイコホラー映画。監督はニコラス・ウィンディング・レフン、主演はエル・ファニング。ロサンゼルスを舞台とし、美貌と若さを兼ね備えた少女が嫉妬が渦巻くファッションモデル業界に飲まれる模様が描かれる。ファニングの他、カール・グルスマン、ジェナ・マローン、ベラ・ヒースコート、アビー・リー、デズモンド・ハリントン、クリスティーナ・ヘンドリックス、キアヌ・リーブスが共演する。
フランス、デンマーク、アメリカ合衆国の合作である『ネオン・デーモン』はレフンの『ドライヴ』（2011年）と『オンリー・ゴッド』（2013年）と同様、第69回カンヌ国際映画祭のコンペティション部門でパルム・ドールを争った。アメリカ合衆国では2016年6月24日にアマゾン・スタジオとブロード・グリーン・ピクチャーズ配給で劇場公開された。約700万ドルの製作費がかけられたが、興行収入は300万ドル程で終わっている。

## キャスト
※括弧内は日本語吹替
- ジェシー - エル・ファニング（潘めぐみ）
- ディーン - カール・グルスマン（バトリ勝悟）
- ルビー - ジェナ・マローン（永木貴依子）
- ジジ - ベラ・ヒースコート（藤田奈央）
- サラ - アビー・リー（森なな子）
- ジャック - デズモンド・ハリントン（さかき孝輔）
- ロバータ・ホフマン - クリスティーナ・ヘンドリックス（岡本麻弥）
- ハンク - キアヌ・リーブス（楠大典）
- ロバート・サルノ - アレッサンドロ・ニヴォラ〈クレジットなし〉
- マイキー - チャールズ・ベイカー（英語版）
- キャスティング・ディレクター - ジェイミー・クレイトン
- ロバート・サルノのアシスタント - ハウダ・シュレタ

## 製作

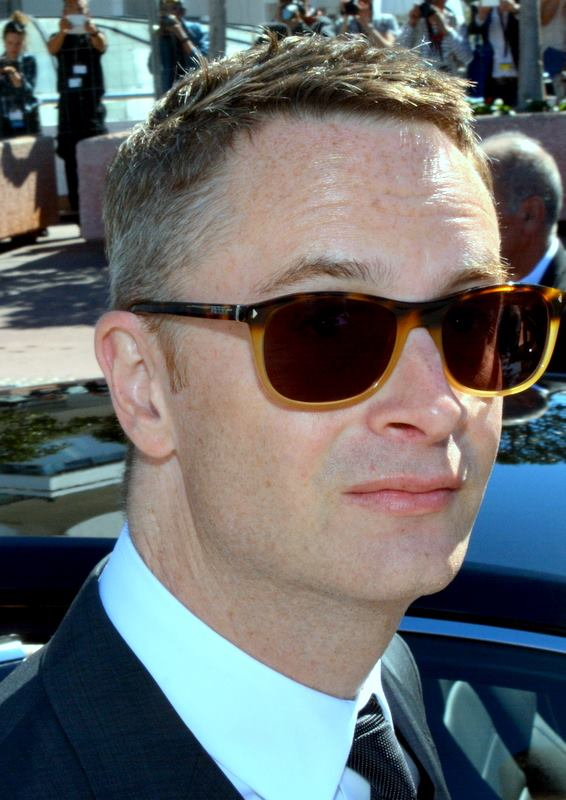
第69回カンヌ国際映画祭でプロモーションするニコラス・ウィンディング・レフン監督。

2014年11月3日、レフンの製作会社であるスペース・ロケット・ネーションは共同融資者であるゴーモン社とワイルド・バンチと共にレフンの次回作『The Neon Demon』を2015年初頭にロサンゼルスで撮影予定であることを発表した。

### キャスティング

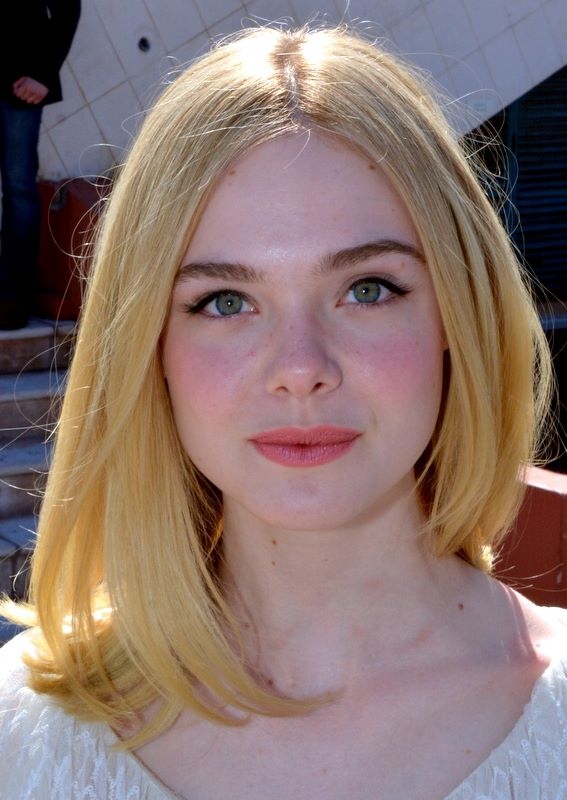
カンヌ国際映画祭でのエル・ファニング。

2015年1月6日、エル・ファニングが主演のモデル役で映画に加わった。1月29日、アビー・リー・カーショウがサラ役でキャストに加わった。2月5日、キアヌ・リーブス、クリスティーナ・ヘンドリックス、ジェナ・マローン、ベラ・ヒースコートの出演が報じられた。3月17日、カール・グルスマンの出演が報じられた。さらに3月30日、デズモンド・ハリントンが加わった。

### 撮影
主要撮影は2015年3月30日にロサンゼルスで始まった。

### 音楽
音楽には『ドライヴ』でもレフンとコラボレーションしたクリフ・マルティネスが起用されており、彼は『ネオン・デーモン』がそれと類似したスタイルであり、音楽も同様な「疎らな電子音」が求められていると述べた。彼はインタビューで「映画の前半は『哀愁の花びら』風のメロドラマ、後半はまるで『悪魔のいけにえ』だ」と語った。サウンドトラックは70年代と80年代のエレクトロニックミュージックを強く彷彿とさせるものとなっている。
サウンドトラックは2016年6月24日にデジタル盤、7月8日にミラン・レコーズよりバイナル盤が発売された。シーアは映画のためにオリジナル曲「Waving Goodbye」を書き下ろした。2016年5月24日、マルティネスは『ネオン・デーモン』のサウンドトラックによりカンヌ・サウンドトラック賞を獲得した。

## 公開
2015年11月、アマゾン・スタジオがブロード・グリーン・ピクチャーズをパートナーとしてアメリカ合衆国での配給権を獲得した。フランスではザ・ジョーカーズが配給権を獲得した。デンマークではスキャンボックス・エンターテインメントが配給権を獲得した。
ワールド・プレミアは2016年5月20日に第69回カンヌ国際映画祭で行われた。フランスでは2016年6月8日、デンマークでは6月9日、アメリカ合衆国では6月24日に封切られた。

## 評価
批評家からの反応は賛否両論であった。カンヌ国際映画祭での上映の際はレフンの前作『オンリー・ゴッド』と同様、ブーイングとスタンディングオベーションが入り混じった反応であった。レビュー・アグリゲーター・サイトのRotten Tomatoesでは214件のレビューで支持率は58%、平均点は6/10となり、「『ネオン・デーモン』は魅力的だが、ニコラス・ウィンディング・レフンの自信ありげな眼は未開発のプロットや薄いキャラクターを補うことができていない」とまとめられた。Metacriticでは45件のレビューで加重平均値は51/100となった。
フランスの映画誌『カイエ・デュ・シネマ』では2016年の映画で3位に選ばれた。